# Stopnie harcerskie
Stopnie harcerskie – stopnie zdobywane w harcerstwie poprzez wykazanie się określonym zasobem wiedzy i umiejętności.
Stopnie są elementem metody harcerskiej, dzięki której harcerze zostają zmotywowani do samorozwoju.
W poszczególnych organizacjach harcerskich są różne systemy stopni, choć różnice między nimi są stosunkowo nieznaczne (zwiększyły się nieco po 2003) – dotyczą części oznaczeń i niektórych nazw.

## Stopnie harcerskie obecnie

### Stopnie harcerskie w ZHP
W Związku Harcerstwa Polskiego od 2003 funkcjonuje 6 stopni harcerskich. Wprowadzono je Uchwałą nr 40/XXXII Rady Naczelnej ZHP z dnia 15 czerwca 2003. Stopnie są odtąd ściśle powiązane z grupami metodycznymi (wiekowymi): harcerzy, harcerzy starszych i wędrowników (w każdej grupie są 2 stopnie). Członkowie ZHP, którzy wstępują do związku w wieku późniejszym niż w grupie metodycznej harcerzy, nie muszą zdobywać niższych stopni, a jedynie te przypisane do grupy, do której należą. Mimo reformy systemu oświaty z 2017 w ZHP (likwidacja gimnazjów, przywrócenie 8-klasowych szkół podstawowych) w ZHP pozostawiono „gimnazjalną” grupę harcerzy starszych z przypisanej do tego wieku stopniami. W 2020, po przeprowadzonych konsultacjach, Rada Naczelna ZHP podjęła uchwałę nr 58/XL z 28 czerwca 2020, w której znalazły się zapisu o konieczności uelastycznienia systemu metodycznego (w tym systemu stopni) i wzmocnienia płynnego dostosowywania pracy wychowawczej do zmieniających się z wiekiem potrzeb harcerek i harcerzy.  
| Oznaczenia na naramiennikach:              | młodzik - naramiennik | wywiadowca - naramiennik | odkrywca - naramiennik | ćwik - naramiennik | harcerz orli - naramiennik                  | harcerz Rzeczypospolitej - naramiennik      |
| Oznaczenia na patkach w drużynach wodnych: | młodzik - patka       | wywiadowca - patka       | odkrywca - patka       | ćwik - patka       | harcerz orli - patka                        | harcerz Rzeczypospolitej - patka            |
|                                            |                       |                          |                        |                    |                                             |                                             |
| Nazwa stopnia - chłopcy:                   | młodzik (mł.)         | wywiadowca (wyw.)        | odkrywca (odkr.)       | ćwik (ćw.)         | harcerz orli (HO)                           | harcerz Rzeczypospolitej (HR)               |
| Nazwa stopnia - dziewczęta:                | ochotniczka (och.)    | tropicielka (trop.)      | pionierka (pion.)      | samarytanka (sam.) | harcerka orla (HO)                          | harcerka Rzeczypospolitej (HR)              |
| Grupa metodyczna:                          | harcerze              | harcerze                 | harcerze starsi        | harcerze starsi    | wędrownicy                                  | wędrownicy                                  |
| Wiek:                                      | 10-13 lat             | 10-13 lat                | 13-16 lat              | 13-16 lat          | 16-21 lat (przed 1 września 2015 do 25 lat) | 16-21 lat (przed 1 września 2015 do 25 lat) |

Harcerz bez stopnia nosi pagony bez oznaczeń.
Oprócz stopni istnieją jeszcze także: próba harcerza i próba wędrownicza:
- Próbę harcerza należy przejść przed rozpoczęciem zdobywania pierwszego stopnia, kończy się ona złożeniem przyrzeczenia harcerskiego i wręczeniem Krzyża Harcerskiego.
- Próbę wędrowniczą należy odbyć przed zdobyciem stopnia harcerza orlego, a po jej zakończeniu zostaje przyznany naramiennik wędrowniczy.

Oznaki stopnia harcerskiego znajdują się na patkach (pagonach) w barwach jednostki, nasuniętych na naramienniki. Członkowie jednostek o specjalności wodnej lub żeglarskiej, noszą dystynkcje na specjalnych, czarnych patkach umieszczonych z przodu koszuli.
Stopnie od odkrywcy i pionierki wzwyż można oznaczać nabiciami na krzyżu harcerskim.

### Stopnie harcerskie w ZHR
W Związku Harcerstwa Rzeczypospolitej funkcjonuje 5 stopni harcerskich.
System 5 stopni harcerskich używany jest też przez: HROŚ, NDH „Bądź Gotów”, NKIH „Leśna Szkółka”, Szczep „Czerwone Maki” oraz Choragiew Harcerzy w Kanadzie.
| Oznaczenia na krzyżu:       | Krzyż Harcerski z wieńcem głogowym | Krzyż Harcerski odkrywca | Krzyż Harcerski ćwik | Krzyż Harcerski Harcerz Orli | Krzyż Harcerski Harcerz Rzeczypospolitej |
|                             | —                                  | Srebrna lilijka          | Złota lilijka        | Złota lilijka                | Złota lilijka                            |
|                             | —                                  | —                        | —                    | Złoty okrąg                  | Złoty okrąg                              |
|                             | —                                  | —                        | —                    | —                            | Złoty wieniec                            |
| Nazwa stopnia - chłopcy:    | młodzik (mł.)                      | wywiadowca (wyw.)        | ćwik (ćw.)           | harcerz orli (HO)            | Harcerz Rzeczypospolitej (HR)            |
| Nazwa stopnia - dziewczęta: | ochotniczka (och.)                 | tropicielka (trop.)      | samarytanka (sam.)   | wędrowniczka (wędr.)         | Harcerka Rzeczypospolitej (HR)           |

### Stopnie w Stowarzyszeniu Harcerskim
W Stowarzyszeniu Harcerskim stosuje się również system 5 stopni. Wymagania stopni pochodzą z regulaminu stopni KIHAM, i podobnie jak w tym systemie stopni stosowana jest nazwa pionierka na oznaczenie 3. stopnia żeńskiego (w ZHR samarytanka). Stopnie oznacza się tradycyjnie elementami nabijanymi na krzyżu harcerskim, a dodatkowo można stosować naramienniki.
| Oznaczenia na krzyżu:                    | Krzyż Harcerski z wieńcem głogowym | Krzyż Harcerski odkrywca | Krzyż Harcerski ćwik | Krzyż Harcerski Harcerz Orli | Krzyż Harcerski Harcerz Rzeczypospolitej |
|                                          | —                                  | Srebrna lilijka          | Złota lilijka        | Złota lilijka                | Złota lilijka                            |
|                                          | —                                  | —                        | —                    | Złoty okrąg                  | Złoty okrąg                              |
|                                          | —                                  | —                        | —                    | —                            | Złoty wieniec                            |
| Opcjonalne oznaczenia na naramiennikach: | Młodzik - naramiennik              | Wywiadowca - naramiennik | ćwik - naramiennik   |                              |                                          |
| Nazwa stopnia - chłopcy:                 | młodzik (mł.)                      | wywiadowca (wyw.)        | ćwik (ćw.)           | harcerz orli (HO)            | Harcerz Rzeczypospolitej (HR)            |
| Nazwa stopnia - dziewczęta:              | ochotniczka (och.)                 | tropicielka (trop.)      | pionierka (pion.)    | wędrowniczka (wędr.)         | Harcerka Rzeczypospolitej (HR)           |

### Stopnie w SHK Zawisza - FSE
Stowarzyszenie Harcerstwa Katolickiego Zawisza – FSE używa jeszcze innego systemu stopni:
- organizacja męska: wywiadowca, ćwik, harcerz orli, Harcerz Rzeczypospolitej
- organizacja żeńska: tropicielka, pionierka, samarytanka, wędrowniczka, Harcerka Rzeczypospolitej

## Stopnie harcerskie w przeszłości, nazwy i oznaczenia
Początki harcerstwa w Polsce
Większość obecnych nazw stopni harcerskich stosowanych jest niemal od początków harcerstwa. Nazwy młodzik użył jako jednej z propozycji na nazwę pierwszego stopnia Andrzej Małkowski. Określeń pierwszych 3 stopni: młodzik, wywiadowca, ćwik użyli już w 1912 w swoim podręczniku skautowym Harce młodzieży polskiej Mieczysław Schreiber i Eugeniusz Piasecki:

Frycem zwano w Polsce niedoświadczonego młodzika, ćwikiem zaś człowieka wypróbowanego.

| Poziom               | Małkowski (Scouting... 1911) | Piasecki, Schreiber (Harce... 1912) |
| -------------------- | ---------------------------- | ----------------------------------- |
| przyjęcie do patrolu | ochotnik                     | fryc, młodzik, ochotnik             |
| skaut II klasy       | zwiadowca, wywiadowca        | harcerz, wywiadowca                 |
| skaut I klasy        | harcerz                      | ćwik, harcerz(sic!)                 |

Naczelnictwo Skautowe we Lwowie w październiku 1912 wprowadziło następujące stopnie:
1. młodzik
2. wywiadowca
3. ćwik
4. harcerz

i ogłosiło w 1912–1913 w czasopiśmie „Skaut” wymagania stawiane na „egzaminach” na poszczególne stopnie. Rozkazem Naczelnictwa z 15 października 1913 wprowadzono oficjalne oznaki pierwszych dwóch stopni, a rozkazem z 15 kwietnia 1914 – stopnia ćwika.
IV Zjazd ZHP 1920r.
W dniach 3–5 stycznia 1920 na czwartym zjeździe Naczelnej Rady Harcerskiej w Warszawie uchwalono projekt statutu ZHP, zatwierdzony przez Ministerstwo Spraw Wewnętrznych 2 sierpnia 1920 w którym został zawarty system wymagań na stopnie harcerskie (nazwane „próbami młodzieży”) wraz z oznaczeniami stopni, które w części organizacji harcerskich stosuje się do dziś:
| Stopień           | Nazwa stopnia            | Oznaczenie | Zadania prób dostosowane do wieku |
| ----------------- | ------------------------ | --- | --------------------------------- |
| próba III stopnia | młodzik                  | krzyż harcerski, oksydowany noszony na lewej piersi dwa centymetry nad kieszenią lub (zastępczo z powodu braku metalu na krzyże) lilja z białej blachy, wysokości 25 mm, na lewej piersi na podkładce barwy chorągwi | do 12 lat włącznie                |
| próba II stopnia  | wywiadowca               | krzyż ze srebrną lilją | do 14 lat                         |
| próba I stopnia   | ćwik                     | krzyż ze złotą lilją | do 16 lat                         |
| –                 | Harcerz Rzeczypospolitej | krzyż ze złoconym wiankiem | do 18 lat                         |

Nieco później pojawiło się określenie skaut Orła Białego (dzisiejszy harcerz orli). Stopnie wyższe od skautów I klasy polegały głównie na zdobyciu odpowiedniej ilości sprawności.
W 1925 (rozkaz Naczelnictwa z 30 listopada) uzupełniono programy prób dla wędrowników (tzw. włóczęgów) o stopień starszego ochotnika dla kandydatów nowo wstępujących do drużyn wędrowników bez wcześniejszego doświadczenia harcerskiego i próbę wędrowniczą (włóczęgi).
Drużyny żeńskie - po 1925r.
W harcerstwie żeńskim w 1925 (rozkaz Głównej Kwatery Żeńskiej L.2 z 2 czerwca 1925) ustalono pięciostopniowy system prób na stopnie: 
1. ochotniczka
2. pionierka
3. samarytanka
4. przewodniczka
5. harcerka Rzeczypospolitej.

Ewa Grodecka opisuje je w 1937 w nieco innym podziale:
1. ochotniczka
2. pionierka
3. samarytanka
4. wędrowniczka
5. przewodniczka.

Pierwsze trzy stopnie były realizowane przez dziewczęta w wieku 11 – 16 lat, natomiast kolejne adresowano do dziewcząt starszych. Granice wiekowe nie były ustalone sztywno: 
Okres samarytanki stoi na granicy dwóch etapów wychowania harcerskiego. W pewnych wypadkach zamyka on etap młodszych dziewcząt, w innych wchodzi już w okres dziewcząt starszych. Zależy to przede wszystkim od czynników psychologicznych: kierować się tu będziemy znajomością naszych dziewcząt, ich rozwoju, potrzeb indywidualnych i warunków zewnętrznych. Według nich będziemy postępować, im podporządkujemy wytyczne organizacyjne. Zwróćmy uwagę: żaden program próby nie określa sztywno wieku, w jakim określony stopień powinien być przez dziewczęta zdobyty. Programy są dla dziewcząt, nie dziewczęta dla programów.

Ewa Grodecka 
Starszymi dziewczętami nazywano ochotniczki, pionierki i samarytanki. Dziewczęta, które wstąpiły do harcerstwa w wieku powyżej 16 lat, po przejściu okresu próbnego miały zdobywać stopień starszej ochotniczki. Następnie, zależnie od wieku i wyrobienia harcerskiego, dziewczęta mogły zdobywać stopień samarytanki lub wędrowniczki. Stopień wędrowniczki można było zatem zdobyć po stopniu samarytanki lub będąc bardziej doświadczoną starszą ochotniczką.

### System 5 stopni

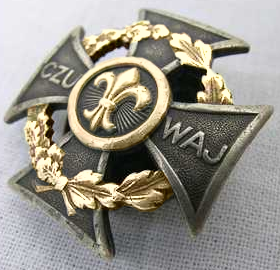
Krzyż harcerski z nabitymi złotymi elementami - tradycyjne oznaczenie stopnia harcerza Rzeczypospolitej

W okresie międzywojennym używano systemu 5 stopni: 
1. młodzik
2. wywiadowca
3. ćwik
4. harcerz orli i
5. harcerz Rzeczypospolitej

– podobnie jak nadal w ZHR, Stowarzyszeniu Harcerskim i kilku innych mniejszych organizacjach.
Harcerki zdobywały stopnie:
1. ochotniczki (przed I wojną światową nazywanej też młódką[15])
2. pionierki
3. samarytanki
4. przewodniczki (od 1936 – wędrowniczki) i
5. harcerki Rzeczypospolitej.

W 1946 po ochotniczce dodano tropicielkę, a zrezygnowano z harcerki Rzeczypospolitej.
Stopnie wyrównawcze
Dla starszych harcerzy (w wieku powyżej 15 lat) nowo wstępujących do drużyny wprowadzano okresowo stopnie wyrównawcze: starszego ochotnika i włóczęgi, dla starszych harcerek – starszej ochotniczki. Stopnie wyrównawcze stosowane były w ZHP w okresie międzywojennym, w Szarych Szeregach, w KIHAM i w ZHR w latach 90.
Aby zdobyć stopień harcerza orlego – wędrowniczki oraz harcerza Rzeczypospolitej – harcerki Rzeczypospolitej, należało ułożyć indywidualny program próby i uzgodnić go odpowiednio z komisją harcerza orlego – wędrowniczki lub z kapitułą stopnia HR.
System 5 stopni obowiązywał ponownie w całym ZHP w latach 1993–2003.
Oznaczenia na krzyżu harcerskim
Z systemem 5 stopni jest związany tradycyjny sposób oznaczania stopni na krzyżu harcerskim – zdobycie pierwszego stopnia potwierdzane jest dopuszczeniem do złożenia przyrzeczenia harcerskiego i wręczeniem krzyża. Kolejne stopnie oznacza się przez nabijanie na krzyżu srebrnych i złotych elementów: lilijki, kręgu i wieńca. O oznaczaniu stopni na krzyżu pisał Kazimierz Lutosławski w projektach polskiej odznaki skautowej: Pole, prążkowane tylko w środku, oznaczać by mogło ochotnika, gwiazdka srebrna – skauta II klasy, złota by ją zastąpić mogła po zdaniu egzaminu na skauta I klasy.
System ten stosowany był także w Szarych Szeregach (stopień harcerza orlego zastąpił wówczas bojowiec (dla harcerzy Bojowych Szkół), a po II wojnie światowej do 1949 oraz w krótkim okresie po reaktywowaniu ZHP 1957–1962 (w niektórych środowiskach nieformalnie – dużo dłużej). Używano go też w latach 80. w drużynach i szczepach skupionych w KIHAM. Twórcy jednego z wielu wstępnych projektów systemu stopni KIHAM, prezentowanych na seminariach metodycznych, przyznawali, że podstawą wymagań na stopnie (w ich projekcie) był program stopni z 1957 kontynuujący tradycje stopni przedwojennych zdobywanych w harcerstwie do 1948, a wymagania uzupełniono o doświadczenia metodyczne szczepów 22 WDHiZ i 208 WDHiZ oraz Kręgu Instruktorów Harcerskich „Zawisza” z Lublina, wykorzystując także wymagania stopni starszoharcerskich (wędrownicze i KIMB) z 1958 a także doświadczenia innych środowisk, zwłaszcza krakowskich. .

### System 6 stopni i oznaczenia na naramiennikach
W 1949 w ZHP ujednolicono męskie i żeńskie nazwy stopni: ochotnik – ochotniczka, pionier – pionierka, przodownik – przodowniczka, organizator – organizatorka. Do pomysłu tego powrócono także w 1962 – dodano wtedy do wymienionych stopnie tropiciel - tropicielka, odkrywca, wędrownik – wędrowniczka i (od 1968) sprawny (później, od 1978 – organizator). Od tego czasu, tj. w okresie 1962–1993 w ZHP obowiązywał system 6 stopni (okresowo 7 stopni):
1. ochotnik – ochotniczka
2. tropiciel – tropicielka
3. odkrywca (niekiedy też przodownik)
4. wędrownik – wędrowniczka
5. harcerz orli – harcerka orla
6. harcerz Rzeczypospolitej – harcerka Rzeczypospolitej

Oprócz nazw ujednoliconych (podobnie brzmiących męskich i żeńskich), ale odbiegających od tradycyjnych z początków harcerstwa (młodzik, wywiadowca, ćwik), charakterystyczne dla tego systemu są oznaczenia na naramiennikach (stosowane zamiast oznaczeń na krzyżu lub równocześnie z nimi) oraz powiązanie stopni z grupami wiekowymi.
Od 1957 do 1993 dzielono stopnie na harcerskie (pierwsze trzy lub cztery) i starszoharcerskie (pozostałe – zdobywane w drużynach starszoharcerskich-specjalnościowych). W 2003 zrezygnowano w ZHP z tradycyjnego systemu 5 stopni, wprowadzając system 6 stopni, z obowiązkowymi oznaczeniami na naramiennikach oraz ścisłym powiązaniem stopni z grupami wiekowymi (harcerzy, harcerzy starszych i wędrowników). Zachowano przy tym tradycyjne nazwy stopni.

### Modyfikacje systemów stopni
W latach 70. w niektórych środowiskach modyfikowano stopnie, np. w taki sposób, że zdobywano 5 stopni, ale miały one zmodyfikowane nazwy, oznaczane np. w Czarnej Jedynce w sposób tradycyjny – elementami nabijanymi na krzyżu harcerskim, a w Pomarańczarni – belkami i gwiazdkami na pomarańczowej lub zielonej podkładce naramiennika:
1. biszkopt
2. młodzik (wędrownik) / przodownik
3. wywiadowca (pionier) / wędrownik
4. ćwik (sprawny) / pionier
5. harcerz orli / sprawny

## Ciekawostki
- Andrzej Małkowski wśród propozycji nazwy pierwszego stopnia harcerskiego przedstawiał dosłowne tłumaczenie z angielskiego tenderfoot – delikatna nóżka, a także żółtodziób, fryc i ostatecznie przyjęte młodzik[24].
- Harcerza bez stopnia Małkowski nazywał ciurą[24][13]. W niektórych drużynach, m.in. związanych z KIHAM w przeszłości i obecnie np. w ZHR, nazywa się go biszkoptem[25]. W niektórych drużynach biszkopta traktowano jako pierwszy stopień harcerski[23][22], w innych – jako miano[26].